# Holly Holm
Holly Holm, née le 17 octobre 1981 à Albuquerque au Nouveau-Mexique,
est une boxeuse professionnelle et une pratiquante d'arts martiaux mixtes (MMA) américaine. En novembre 2015, elle s'empare du titre de championne des poids coqs de l'Ultimate Fighting Championship (UFC) en détrônant Ronda Rousey puis le perd dès sa première défense en mars 2016 face à Miesha Tate.

## Carrière en boxe
Élue boxeuse de l'année en 2005 et 2006 par Ring Magazine, elle a remporté les titres de championne du monde WBA, WBC, IFBA & WIBA des poids welters et IFBA des poids super-welters.
Après avoir battu Mary Jo Sanders en 2008, elle affronte et bat aux points le 26 mars 2010 sa compatriote Chevelle Hallback puis enchaine avec trois autres succès contre Jaime Clampitt, Ann Saccurato et Victoria Cisneros puis perd par KO au 7e round contre la française Anne-Sophie Mathis le 2 décembre 2011 devant son public d'Albuquerque puis prend sa revanche le 15 juin 2012 en l'emportant aux points de nouveau à Albuquerque.

## Carrière en arts martiaux mixtes

### Débuts
Le 4 mars 2011 Holly Holm commence sa carrière dans les arts martiaux mixtes (MMA). Elle est opposée, à sa compatriote Christina Domke lors de l'événement Fresquez Productions: Double Threat à Albuquerque. Elle remporte le combat par KO technique et ainsi sa première victoire en MMA.

### Ultimate Fighting Championship

#### Premières victoires à l'UFC
Au début de juillet 2014, la signature d'Holly Holm avec l'Ultimate Fighting Championship, plus importante organisation mondiale d'arts martiaux mixtes, est annoncée.
Pour ses débuts dans la promotion, elle est d'abord programmée pour affronter Raquel Pennington à l'UFC 181 du 6 décembre 2014.
Mais elle abandonne sa participation en novembre pour cause de blessure
et c'est alors Ashlee Evans-Smith qui est choisie pour la remplacer.
Holm fait son retour à la compétition face à Pennington lors de l'UFC 184 du 28 février 2015.
La championne de boxe contrôle les deux premiers rounds en pieds-poings. Elle est inquiétée par quelques coups de son adversaire dans la dernière reprise mais l'emporte finalement par décision partagée (29-28, 28-29, 30-27).
Elle continue son parcours à l'UFC face à Marion Reneau le 15 juillet 2015 lors de l'UFC Fight Night 71 à San Diego.
À nouveau, Holm contrôle le combat et la distance debout et l'emporte cette fois-ci par décision unanime (30-27, 30-26, 29-28).

#### Championne des poids coqs de l'UFC
Après la victoire de Miesha Tate sur Jessica Eye en juillet 2015, celle-ci est d'abord confirmée comme prochaine prétendante à la ceinture de l'UFC face à l'invaincue championne Ronda Rousey. Mais, fin août, c'est Holly Holm qui lui est préférée à cette place. D'abord prévu comme combat principal de l'UFC 195, le 2 janvier 2016,
l'affrontement est en fait avancé en vedette de l'UFC 193 du 14 novembre 2015 à Melbourne, remplaçant la défense de titre de Robbie Lawler face à Carlos Condit à la suite d'une blessure du champion des poids mi-moyens.
Lors de ce combat, la championne ne parvient pas à réduire la distance face à Holly Holm qui use des techniques d'esquive et contre-attaque. La boxeuse touche Rousey à plusieurs reprises et en début de second round la sonne d'un coup de pied à la tête suivi de quelques coups de poing au sol. Holly Holm déjoue les pronostics et crée une énorme surprise en l'emportant par KO, devenant ainsi la nouvelle championne des poids coqs de l'UFC.
Elle empoche alors un bonus de performance de la soirée et la distinction du combat de la soirée décernée à la rencontre.
Un match revanche est alors immédiatement envisagé.
Mais avant un nouveau combat, Rousey annonce vouloir prendre du temps pour ses projets en dehors des MMA. Dana White, président de l'UFC, projette un retour  pour l'UFC 200 du 9 juillet 2016,.
La nouvelle championne pourrait dans ce laps de temps avoir déjà à défendre son titre face à Miesha Tate,,
voire Cristiane Justino.
Au début de l'année 2016, c'est effectivement l'ancienne championne des poids coqs du Strikeforce, Miesha Tate, qui est annoncée comme sa prochaine adversaire pour l'UFC 197 du 5 mars.
Cette première défense du titre ne tourne pas en sa faveur. En effet, si à la fin du quatrième round les tablettes des trois juges donnent Holm en tête avec un score de 38-37,
la cinquième manche va s'avérer décisive. Comme lors du second round, Tate parvient à prendre le dos de son adversaire. La championne refuse alors d'abandonner mais la voyant pratiquement inconsciente l'arbitre met fin au combat et Miesha Tate s'empare du titre de championne des poids coqs de l'UFC par soumission technique.

#### Passage en poids plumes
Le 11 février 2017, Holm combat pour le titre inaugural des poids plumes à l'UFC 208 face à la Néerlandaise Germaine de Randamie. De Randamie remporte le combat par une décision unanime controversée.
Holm se voit alors rapidement proposer un match revanche par la championne.

### Distinctions
- Ultimate Fighting Championship
  - Championne des poids coqs de l'UFC (du 14 novembre 2015 victoire face à Ronda Rousey au 5 mars 2016 défaite face à Miesha Tate)
  - Combat de la soirée (14 novembre 2015 face à Ronda Rousey).
  - Performance de la soirée (14 novembre 2015 face à Ronda Rousey).

- Sherdog
  - Plus grosse surprise de l'année (pour son KO le 14 novembre 2015 face à Ronda Rousey)[27].

- World MMA Awards
  - Combattante féminine de l'année (2015)[28].
  - Meilleure percée de l'année (2015)[28].
  - KO de l'année 2015 (14 novembre 2015 face à Ronda Rousey)[28].
  - Surprise de l'année 2015 (14 novembre 2015 face à Ronda Rousey)[28].

## Palmarès en arts martiaux mixtes
| 16 combats     | 11 victoires | 5 défaites |
| Par KO         | 8            | 1          |
| Par soumission | 0            | 1          |
| Sur décision   | 3            | 3          |

| Résultat | Record | Adversaire           | Méthode                                        | Événement                               | Date             | Round | Temps | Lieu                                     | Notes                                                                                   |
| -------- | ------ | -------------------- | ---------------------------------------------- | --------------------------------------- | ---------------- | ----- | ----- | ---------------------------------------- | --------------------------------------------------------------------------------------- |
| Défaite  | 11-5   | Amanda Nunes         | TKO (coup de pied à la tête et coup de poing)  | UFC 239: Jones vs. Santos               | 6 juillet 2019   | 1     | 4:10  | Las Vegas, Nevada, États-Unis            | Pour le titre des poids plumes de l'UFC                                                 |
| Défaite  | 11-4   | Cristiane Justino    | Décision unanime                               | UFC 219: Cyborg vs. Holm                | 30 décembre 2017 | 5     | 5:00  | Las Vegas, États-Unis                    | Combat de la soirée.                                                                    |
| Victoire | 11-3   | Bethe Correia        | KO (coup de pied à la tête et coups de poing)  | UFC Fight Night 111: Holm vs. Correia   | 17 juin 2017     | 3     | 1:09  | Kallang, Singapour                       | Performance de la soirée.                                                               |
| Défaite  | 10-3   | Germaine de Randamie | Décision unanime                               | UFC 208: Holm vs. de Randamie           | 11 février 2017  | 5     | 5:00  | Brooklyn, New York, États-Unis           | Pour le titre inaugural des poids plumes de l'UFC.                                      |
| Défaite  | 10-2   | Valentina Shevchenko | Décision unanime                               | UFC on Fox: Holm vs. Shevchenko         | 23 juillet 2016  | 5     | 5:00  | Chicago, Illinois, États-Unis            |                                                                                         |
| Défaite  | 10-1   | Miesha Tate          | Soumission technique (étranglement arrière)    | UFC 196: McGregor vs. Diaz              | 5 mars 2016      | 5     | 3:30  | Las Vegas, Nevada, États-Unis            | Perd le titre des poids coqs de l'UFC.                                                  |
| Victoire | 10-0   | Ronda Rousey         | KO (coup de pied à la tête et coups de poing)  | UFC 193: Rousey vs. Holm                | 14 novembre 2015 | 2     | 0:59  | Melbourne, Australie                     | Remporte le titre des poids coqs de l'UFC Performance de la soirée Combat de la soirée. |
| Victoire | 9-0    | Marion Reneau        | Décision unanime                               | UFC Fight Night: Mir vs. Duffee         | 15 juillet 2015  | 3     | 5:00  | San Diego, Californie, États-Unis        |                                                                                         |
| Victoire | 8-0    | Raquel Pennington    | Décision partagée                              | UFC 184: Rousey vs. Zingano             | 28 février 2015  | 3     | 5:00  | Los Angeles, Californie, États-Unis      |                                                                                         |
| Victoire | 7-0    | Juliana Werner       | TKO (coup de pied à la tête et coups de poing) | Legacy Fighting Championship 30         | 4 avril 2014     | 5     | 1:50  | Albuquerque, Nouveau-Mexique, États-Unis |                                                                                         |
| Victoire | 6-0    | Angela Hayes         | Décision unanime                               | Fresquez Productions: Havoc             | 6 décembre 2013  | 3     | 5:00  | Albuquerque, Nouveau-Mexique, États-Unis |                                                                                         |
| Victoire | 5-0    | Nikki Knudsen        | TKO (coup de pied au corps et coups de genou)  | Legacy Fighting Championship 24         | 11 octobre 2013  | 2     | 1:18  | Dallas, Texas, États-Unis                |                                                                                         |
| Victoire | 4-0    | Allanna Jones        | KO (coup de pied à la tête)                    | Legacy Fighting Championship 21         | 19 juillet 2013  | 2     | 2:22  | Houston, Texas, États-Unis               |                                                                                         |
| Victoire | 3-0    | Katie Merrill        | TKO (coups de poing)                           | Bellator 91                             | 28 février 2013  | 2     | 3:02  | Rio Rancho, Nouveau-Mexique, États-Unis  |                                                                                         |
| Victoire | 2-0    | Jan Finney           | KO (coup de pied au corps)                     | Fresquez Productions: Clash in the Cage | 9 septembre 2011 | 3     | 2:49  | Albuquerque, Nouveau-Mexique, États-Unis |                                                                                         |
| Victoire | 1-0    | Christina Domke      | TKO (coups de pied aux jambes)                 | Fresquez Productions: Double Threat     | 4 mars 2011      | 2     | 3:58  | Albuquerque, Nouveau-Mexique, États-Unis |                                                                                         |